# Бирман, Людвиг Франц Бенедикт
Людвиг Франц Бенедикт Бирман (нем. Ludwig Franz Benedikt Biermann; 1907—1986) — немецкий астроном.

## Биография
Родился в Хамме (Вестфалия), образование получил в Мюнхенском (1925—1927), Фрайбургском (1927—1928) и Гёттингенском (1929—1932) университетах. В 1934—1937 преподавал в Йенском, в 1937—1945 — в Берлинском университетах, в 1945—1947 — профессор Гамбургского университета. В 1947—1958 — директор Института физики Общества Макса Планка в Гёттингене. В 1958—1971 — директор Института астрофизики, входящего в Института физики в Мюнхене, в 1971—1975 — директор Института физики и астрофизики Общества Макса Планка, с 1975 — почетный сотрудник этого института.
Основные труды в области теории внутреннего строения звезд и физики космической плазмы. В 1930-е годы построил ряд звездных моделей, в которых учитывалась роль конвекции в переносе энергии; первым рассмотрел возможность существования звезды с полным перемешиванием вещества. Рассчитал непрозрачность звездного вещества, обусловленную различными элементами с учетом их ионизации; вычислил и табулировал интенсивности линий для многих переходов в легких ионах, представляющих интерес для теории строения звезд и их атмосфер. Изучил динамическую устойчивость звезд и её связь с химическим составом звездных недр; одним из результатов этой работы была модель вспышки новой. Предсказал существование постоянного корпускулярного излучения Солнца, в настоящее время отождествляемого с солнечным ветром. Исследовал взаимодействие корпускулярного излучения с хвостами комет и показал, что структура хвостов I типа определяется именно корпускулярным излучением, так как наблюдаемые в них ускорения не могут быть объяснены лучистым давлением. Оценил скорость и концентрацию частиц солнечного ветра по эффектам, вызываемым этим ветром в хвостах комет. В 1964 высказал предположение о том, что головы комет должны быть окружены очень протяженными оболочками из нейтрального водорода. В 1969 это предположение подтвердилось для кометы Беннета при наблюдении эмиссии в линии Lα от облака, окружающего комету, а затем и для других комет. Ряд его работ посвящён солнечной хромосфере и короне. Произвел расчет температуры в короне по степени ионизации различных элементов; предложил, независимо от М. Шварцшильда, механизм нагрева хромосферы и короны акустическими волнами, возникающими в конвективной зоне под фотосферой.
Член Баварской АН, член Германской академии естествоиспытателей «Леопольдина» и Национальной АН США. Медаль Брюс Тихоокеанского астрономического общества (1967), Золотая медаль Королевского астрономического общества (1974), медаль Вихерта Немецкого геофизического общества (1973).
В его честь назван астероид № 73640.